# 山﨑一玄
山﨑 一玄（やまざき かずはる、1972年7月21日 - ）は、静岡県静岡市出身の元プロ野球選手（投手）、のち打撃投手。阪神時代の登録名は山崎 一玄（読み同じ）。

## 経歴
静岡高校時代は国立大志望の進学コース。趣味は金融という秀才タイプであった。また、2学年先輩に赤堀元之（元近鉄）がいた。
1990年のプロ野球ドラフト会議で阪神タイガースから3位指名を受け入団。阪神はドラフト会議で高橋英樹（喜界高）を指名し、抽選で外した後の山﨑の指名であった。担当スカウトは菊地敏幸。1992年はデトロイト・タイガース傘下のマイナーリーグに野球留学した。1993年に一軍初登板を果たし、以降も先発もロングリリーフも器用にこなしユーティリティーとして活躍。同年4月15日に球団史上最年少の20歳8ヶ月でセーブを記録した。
140km/h台のストレートにスライダーとフォークを交え、1994年6月15日の対巨人戦でプロ入り初完封。この試合では、全国中継で解説の江川卓が「山﨑君が巨人打線を完封したら、僕は野球に対する見方を変えます」と序盤に断言し、その根拠として、バッティング投手のようなボール・高校野球で二番手の野手が投げているようなどと酷評した。江川は完封後も野球の見方が変わったなどと述べ(同席していた掛布雅之も江川と同様山崎の投球に幾度も苦言を呈し、試合終了後「完封という結果になったが、内容的には褒められたものではない」と酷評していた。)、翌日中村勝広監督が「山﨑にも家族はいるし、ファンもいる。本人も努力しているのに、あの言い方は非常識だ」と苦言を呈し、本人の知らないところで物議を醸した（山﨑本人は、この試合の序盤で指先の皮が剥がれてしまい球速が大きく落ちたと述べている）。その年は、2完封を含む自己最多の7勝をあげ、規定投球回数にも到達して防御率11位に入る。その後は先発や中継ぎとしてチームに貢献する。
2000年のシーズンオフ、酒井弘樹・面出哲志・平下晃司との交換トレードで湯舟敏郎・北川博敏とともに大阪近鉄バファローズへ移籍。近鉄では、赤堀と高校時代以来再びチームメイトとなった。
2001年5月25日の近鉄通算3000勝目を挙げた試合の勝利投手となった。8月14日の日本ハムファイターズ戦では移籍後初先発を果たしたが、１アウトしか奪えず初回でノックアウトされ、これが結果的に一軍での最後の登板となった。
2002年オフに自由契約となり、阪神の入団テストを受けて一旦は合格が内定していたが、同じく近鉄を自由契約になった石毛博史が好成績を収めたため山﨑は合格取り消しとなり、そのまま現役を引退して阪神の打撃投手となった。2017年シーズン終了まで阪神で打撃投手を務めた。
2017年10月22日に行われた第48回衆議院議員総選挙において希望の党から静岡1区で出馬する意向であることが報じられたが、断念している。
若手時代は、甘いマスクで女性ファンの人気が高い選手であった。

## 詳細情報

### 年度別投手成績
| 年 度     | 球 団     | 登 板 | 先 発 | 完 投 | 完 封 | 無 四 球 | 勝 利 | 敗 戦 | セ 丨 ブ | ホ 丨 ル ド | 勝 率 | 打 者 | 投 球 回 | 被 安 打 | 被 本 塁 打 | 与 四 球 | 敬 遠 | 与 死 球 | 奪 三 振 | 暴 投 | ボ 丨 ク | 失 点 | 自 責 点 | 防 御 率 | W H I P |
| --------- | --------- | ----- | ----- | ----- | ----- | -------- | ----- | ----- | -------- | ----------- | ----- | ----- | -------- | -------- | ----------- | -------- | ----- | -------- | -------- | ----- | -------- | ----- | -------- | -------- | ------- |
| 1993      | 阪神      | 14    | 6     | 0     | 0     | 0        | 2     | 2     | 1        | --          | .500  | 200   | 47.1     | 39       | 5           | 23       | 1     | 0        | 31       | 5     | 0        | 15    | 14       | 2.66     | 1.31    |
| 1994      | 阪神      | 24    | 22    | 4     | 2     | 0        | 7     | 6     | 1        | --          | .538  | 586   | 135.0    | 140      | 11          | 52       | 2     | 3        | 58       | 6     | 1        | 54    | 48       | 3.20     | 1.42    |
| 1995      | 阪神      | 13    | 13    | 0     | 0     | 0        | 2     | 3     | 0        | --          | .400  | 320   | 73.2     | 72       | 6           | 34       | 4     | 2        | 38       | 2     | 0        | 33    | 31       | 3.79     | 1.44    |
| 1996      | 阪神      | 39    | 8     | 0     | 0     | 0        | 3     | 4     | 0        | --          | .429  | 359   | 80.0     | 87       | 9           | 39       | 2     | 2        | 53       | 3     | 1        | 43    | 41       | 4.61     | 1.58    |
| 1997      | 阪神      | 45    | 3     | 0     | 0     | 0        | 2     | 2     | 1        | --          | .500  | 326   | 73.1     | 75       | 9           | 37       | 6     | 3        | 39       | 3     | 0        | 45    | 39       | 4.79     | 1.53    |
| 1998      | 阪神      | 4     | 0     | 0     | 0     | 0        | 0     | 1     | 0        | --          | .000  | 14    | 2.2      | 4        | 0           | 2        | 1     | 0        | 0        | 0     | 0        | 2     | 2        | 6.75     | 2.25    |
| 1999      | 阪神      | 37    | 4     | 0     | 0     | 0        | 3     | 1     | 0        | --          | .750  | 342   | 82.2     | 78       | 6           | 32       | 3     | 4        | 43       | 3     | 0        | 25    | 22       | 2.40     | 1.33    |
| 2000      | 阪神      | 17    | 0     | 0     | 0     | 0        | 0     | 0     | 0        | --          | ----  | 127   | 26.1     | 39       | 5           | 11       | 0     | 0        | 10       | 3     | 0        | 18    | 14       | 4.78     | 1.90    |
| 2001      | 近鉄      | 11    | 1     | 0     | 0     | 0        | 1     | 1     | 0        | --          | .500  | 94    | 20.0     | 25       | 1           | 8        | 0     | 2        | 11       | 0     | 0        | 14    | 11       | 4.95     | 1.65    |
| 通算：9年 | 通算：9年 | 204   | 57    | 4     | 2     | 0        | 20    | 20    | 3        | --          | .500  | 2368  | 541.0    | 559      | 52          | 238      | 19    | 16       | 283      | 25    | 2        | 249   | 222      | 3.69     | 1.47    |

- 各年度の太字はリーグ最高

### 記録
- 初登板：1993年4月14日、対ヤクルトスワローズ2回戦（阪神甲子園球場）、8回表に5番手で救援登板・完了、2回無失点
- 初奪三振：同上、8回表にレックス・ハドラーから
- 初セーブ：1993年4月15日、対ヤクルトスワローズ3回戦（阪神甲子園球場）、8回表に2番手で救援登板・完了、2回無失点
- 初先発：1993年5月30日、対広島東洋カープ7回戦（福島県営あづま球場）、2回2/3を2失点で敗戦投手
- 初勝利・初先発勝利：1993年10月9日、対広島東洋カープ22回戦（広島市民球場）、6回2失点
- 初完投勝利・初完封勝利：1994年6月15日、対読売ジャイアンツ10回戦（東京ドーム）

### 背番号
- 65 （1991年 - 1993年）
- 16 （1994年 - 2000年）
- 30 （2001年 - 2002年）
- 107 （2003年 - 2017年）

### 登録名
- 山崎 一玄 （やまざき かずはる、1991年 - 2000年）
- 山﨑 一玄 （やまざき かずはる、2001年 - 2002年）